# Tosa (raça)

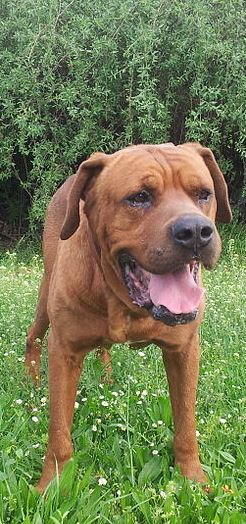
Tosa Inu

Tosa Inu[Nota] (em japonês:  土佐闘犬) é uma raça canina oriunda do Japão. Estes são caninos conhecidos em sua terra natal como lutadores, resultados dos cruzamentos entre raças ocidentais e o  Shikoku inu. Seu nome vem da localidade na qual foram criados (província de Tosa: Tosa inu, traduzido do japonês, significa "cão de Tosa").

## História
O Japão tem uma longa história com cães de luta, começando no século XIV. Com este passado e história, esta raça
foi desenvolvida como um híbrido de Shikoku-ken e de raças Ocidentais. Os cães ocidentais que foram utilizados na criação
da raça foram: Antigos Bulldogs (1872), Mastiffs (1874), Pointers Alemães(1876) e Dogues
Alemães(1924), todas elas usadas para melhorar a raça em cruzamentos sequenciais.
De acordo com alguns registros, São Bernardos e Bull and Terriers também foram
envolvidos, mas não é conhecido em que época eles foram utilizados. As características
estabelecidas nos Tosas, de coragem  e  instinto de luta, tipicamente encontradas nos
Mastiffs podem ser atribuídas ao envolvimento de tais raças. 

## Características
Cão de tamanho grande com um porte imponente e construção robusta. Tem orelhas pendentes, pelagem curta, focinho quadrado e cauda também pendente e grossa na sua raiz. O temperamento é marcado pela
paciência, compostura, audácia e coragem. Quanto à altura, os machos devem possuir no mínimo 60 cm na altura da cernelha; já as fêmeas devem possuir no mínimo 55 cm. As colorações aceitas são vermelho, fulvo, abricó, preto e tigrado. Ligeiras marcas brancas no peito e nas patas são permitidas.